# Coupe du monde de cricket de 1992
Navigation
Coupe du monde 1987 Coupe du monde 1996

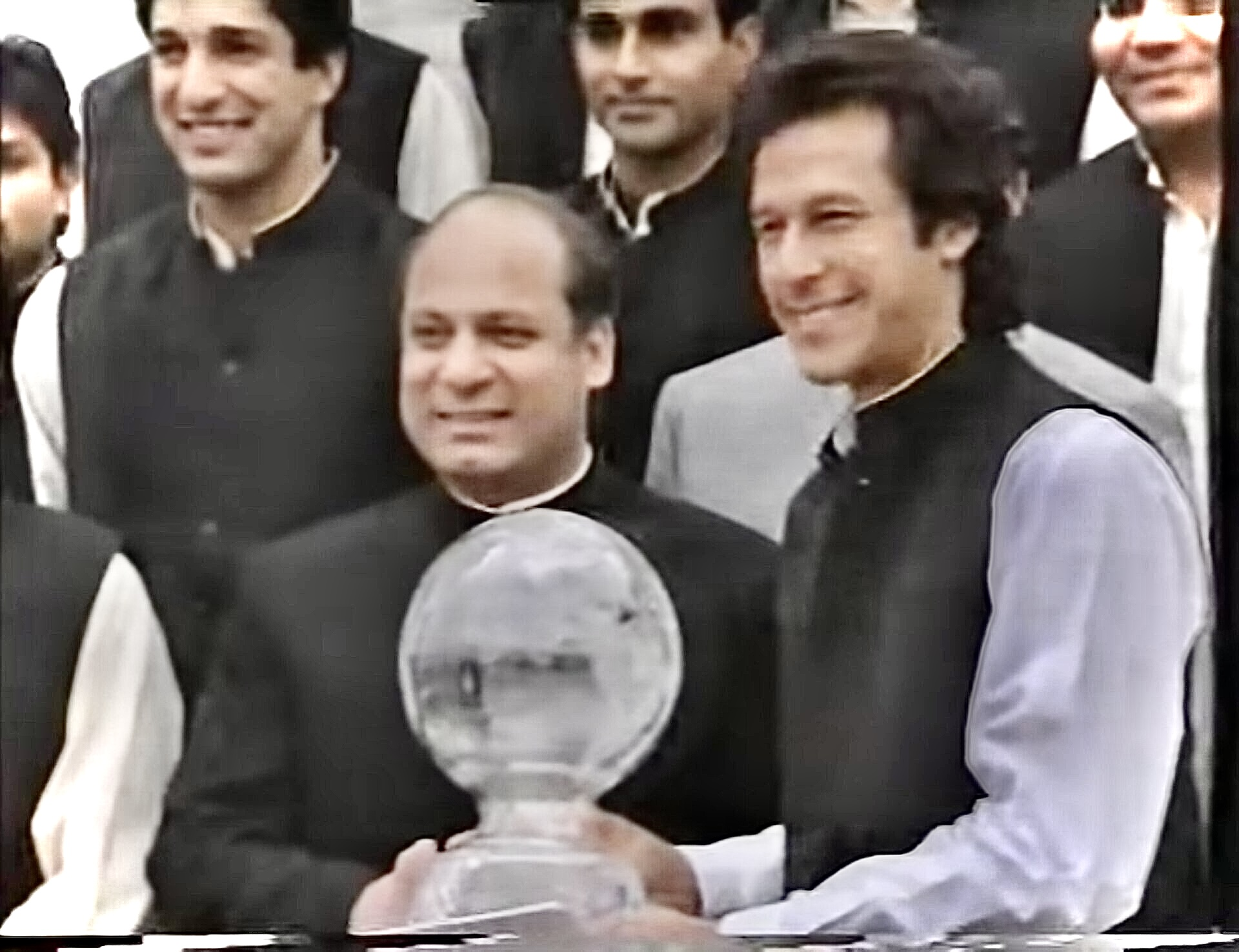
Imran Khan (à droite) et le Premier ministre de l'époque, Nawaz Sharif, brandissent le trophée de la Coupe du monde de cricket de 1992 pour le Pakistan. Tous deux deviendront plus tard des rivaux politiques.

La Coupe du monde de cricket de 1992 est la cinquième édition de la coupe du monde de cricket. Elle se joue du 22 février au 25 mars 1992 en Australie et en Nouvelle-Zélande. Les 9 équipes engagées disputent un total de 39 matchs. Le tournoi est remporté pour la première fois par le Pakistan, qui bat l'Angleterre en finale.

## Équipes qualifiées
| Nations test (qualifiées d'office) - Afrique du Sud - Angleterre - Australie - Inde - Indes occidentales - Nouvelle-Zélande - Pakistan - Sri Lanka | Autre équipe - Zimbabwe |

## Déroulement

### Premier tour
Pour le premier tour, les neuf équipes participantes se rencontrèrent dans une poule unique. Les quatre premières équipes furent qualifiées pour les demi-finales de la compétition.
| Équipe                                                                | Pts | J | V | T | D | NR | RR   |
| --------------------------------------------------------------------- | --- | - | - | - | - | -- | ---- |
| Nouvelle-Zélande                                                      | 14  | 8 | 7 | 0 | 1 | 0  | 4.76 |
| Angleterre                                                            | 11  | 8 | 5 | 0 | 2 | 1  | 4.36 |
| Afrique du Sud                                                        | 10  | 8 | 5 | 0 | 3 | 0  | 4.36 |
| Pakistan                                                              | 9   | 8 | 4 | 0 | 3 | 1  | 4.33 |
| Australie                                                             | 8   | 8 | 4 | 0 | 4 | 0  | 4.22 |
| Indes occidentales                                                    | 8   | 8 | 4 | 0 | 4 | 0  | 4.14 |
| Inde                                                                  | 5   | 8 | 2 | 0 | 5 | 1  | 4.95 |
| Sri Lanka                                                             | 5   | 8 | 2 | 0 | 5 | 1  | 4.21 |
| Zimbabwe                                                              | 2   | 8 | 1 | 0 | 7 | 0  | 4.03 |
| Légende : Points - Victoires - Ties - Défaites - No Result - Run Rate |     |   |   |   |   |    |      |

### Tableau final
|  | Demi-finales                                       | Demi-finales                                    |          |       | Finale                                                   | Finale                                                   |
|  | Demi-finales                                       | Demi-finales                                    |          |       | Finale                                                   | Finale                                                   |
|  |                                                    |                                                 |          |       |                                                          |                                                          |
|  | 21 mars - Eden Park, Auckland, Nouvelle-Zélande    | 21 mars - Eden Park, Auckland, Nouvelle-Zélande |          |       | 25 mars - Melbourne Cricket Ground, Melbourne, Australie | 25 mars - Melbourne Cricket Ground, Melbourne, Australie |
|  | 21 mars - Eden Park, Auckland, Nouvelle-Zélande    | 21 mars - Eden Park, Auckland, Nouvelle-Zélande |          |       | 25 mars - Melbourne Cricket Ground, Melbourne, Australie | 25 mars - Melbourne Cricket Ground, Melbourne, Australie |
|  | 1 Nouvelle-Zélande                                 | 262/7                                           |          |       | 25 mars - Melbourne Cricket Ground, Melbourne, Australie | 25 mars - Melbourne Cricket Ground, Melbourne, Australie |
|  | 1 Nouvelle-Zélande                                 | 262/7                                           |          |       | 25 mars - Melbourne Cricket Ground, Melbourne, Australie | 25 mars - Melbourne Cricket Ground, Melbourne, Australie |
|  | 4 Pakistan                                         | 263/6                                           |          |       | 25 mars - Melbourne Cricket Ground, Melbourne, Australie | 25 mars - Melbourne Cricket Ground, Melbourne, Australie |
|  | 4 Pakistan                                         | 263/6                                           | Pakistan | 249/6 |                                                          |                                                          |
|  | 22 mars - Sydney Cricket Ground, Sydney, Australie |                                                 | Pakistan | 249/6 |                                                          |                                                          |
|  |                                                    | Angleterre                                      | 227      |       |                                                          |                                                          |
|  | 2 Angleterre                                       | Angleterre                                      | 227      | 252/6 |                                                          |                                                          |
|  | 2 Angleterre                                       |                                                 |          | 252/6 |                                                          |                                                          |
|  | 3 Afrique du Sud                                   | 232/6                                           |          |       |                                                          |                                                          |
|  | 3 Afrique du Sud                                   | 232/6                                           |          |       |                                                          |                                                          |